# Utlängan

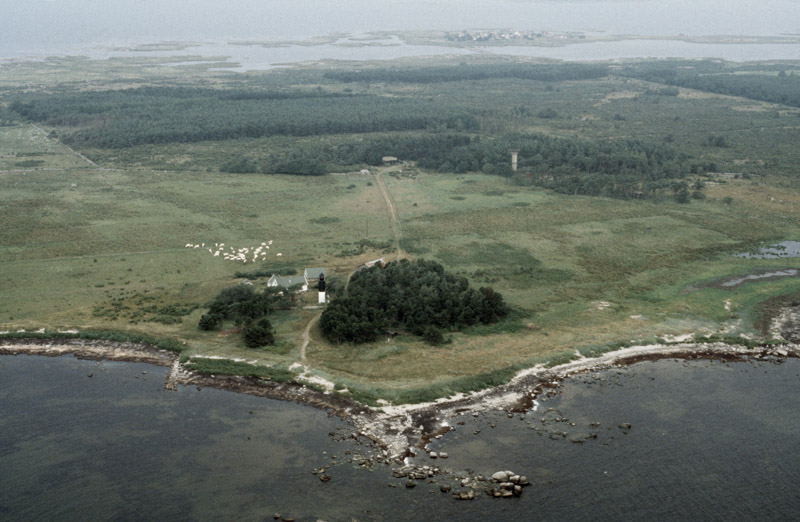
Utlängans fyrplats.

Utlängan är en ö i Karlskrona skärgård. 

## Geografi
Ön är belägen näst längst ut mot det öppna havet. Bara Utklippan ligger längre ut. Utlängan består av skog och grässlätter, är ca. 3 km lång och 1,5 km bred. Öns ytan är lite drygt 215 hektar. Utlängans hamn, Stenshamn, är en egen ö och har broförbindelse med själva Utlängan. På Utlängan finns en fd FRA-anläggning med ett vitt torn. Anläggningen är fortfarande skyddsobjekt. Ön har även en fyr som ligger på södra delen.

## Historia
Ön var utgångspunkt för en av sträckorna Kung Valdemars segelled. Ön omtalas även i en runsten på Bornholm från omkring år 1000. Ön utnyttjade länge enbart som betesmark men i början av 1800-talet slog sig en familj ned här som bosfasta. Som mest fanns sex bofasta gårdar på ön. 2012 fanns endast ett bofast hushåll kvar.
Utlängans fyr på södra änden av ön tändes 29 augusti 1882. Till skillnad från vid de flesta andra av lotsverkets fyrar uppfördes ingen fyrvaktarbostad, utan fyrmästare blev en av bönderna på ön, som även var ålfiskare och skeppare på en räddningsbåt. Den gamla fyren ersattes 1931 av en ny i betong.